# Klúshino
Klúshino (del ruso: Клушино) es un seló de la óblast de Smolensk, en Rusia, situado en la vieja carretera que une Viazma y Mozhaisk, no lejos de Gzhatsk. Dentro de la óblast, el pueblo es la capital del asentamiento rural de Gagarin en el raión de Gagarin.
En 2010, el pueblo tenía una población de 403 habitantes.
Fue el escenario de la batalla de Klúshino en la Guerra polaco-moscovita. El pueblo también es conocido por haber sido el lugar de nacimiento de Yuri Gagarin, el primer hombre que fue lanzado al espacio y regresó. Existe en la localidad un museo dedicado a Gagarin y su familia.

## Galería

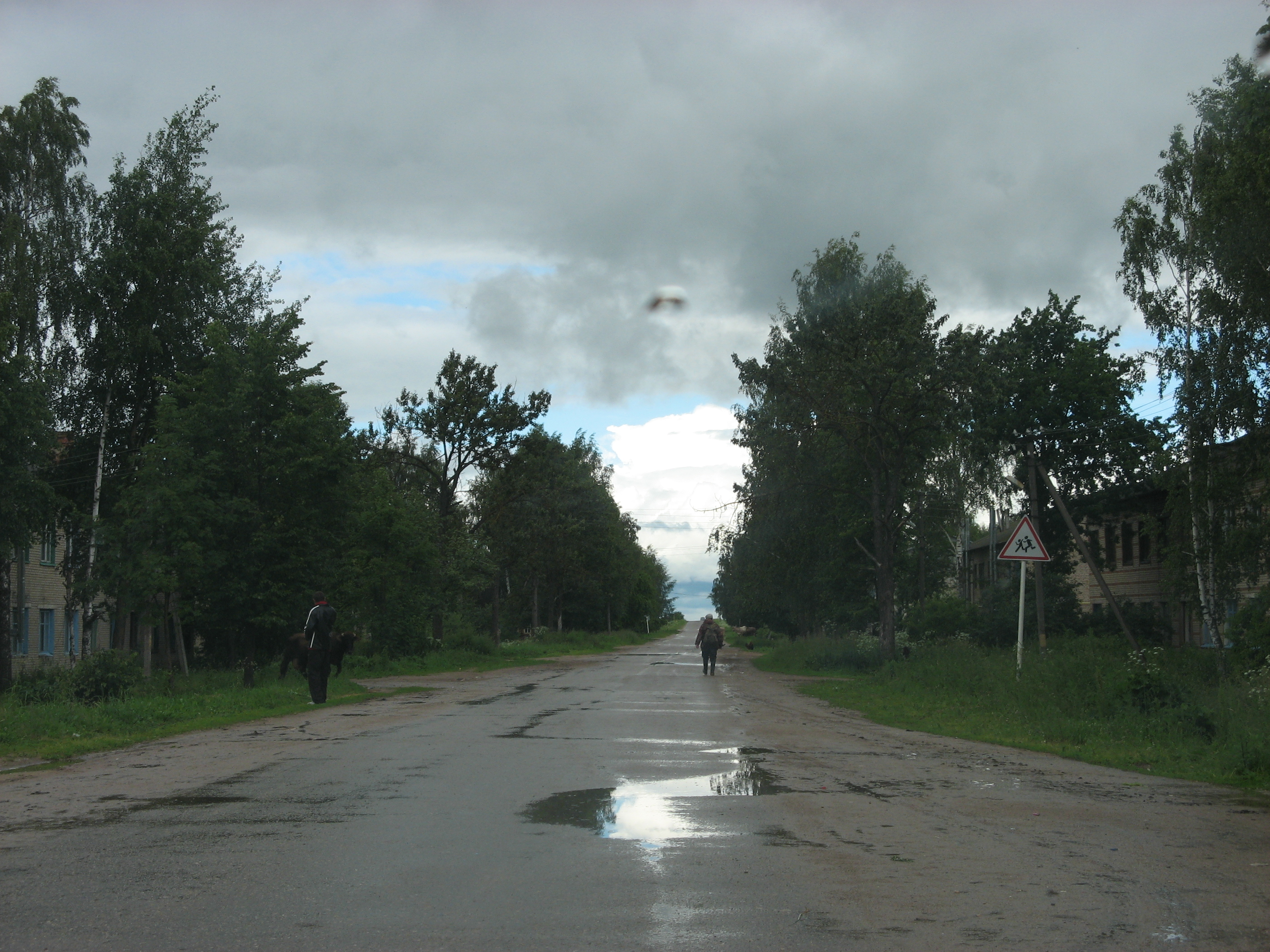
Calle en Klúshino
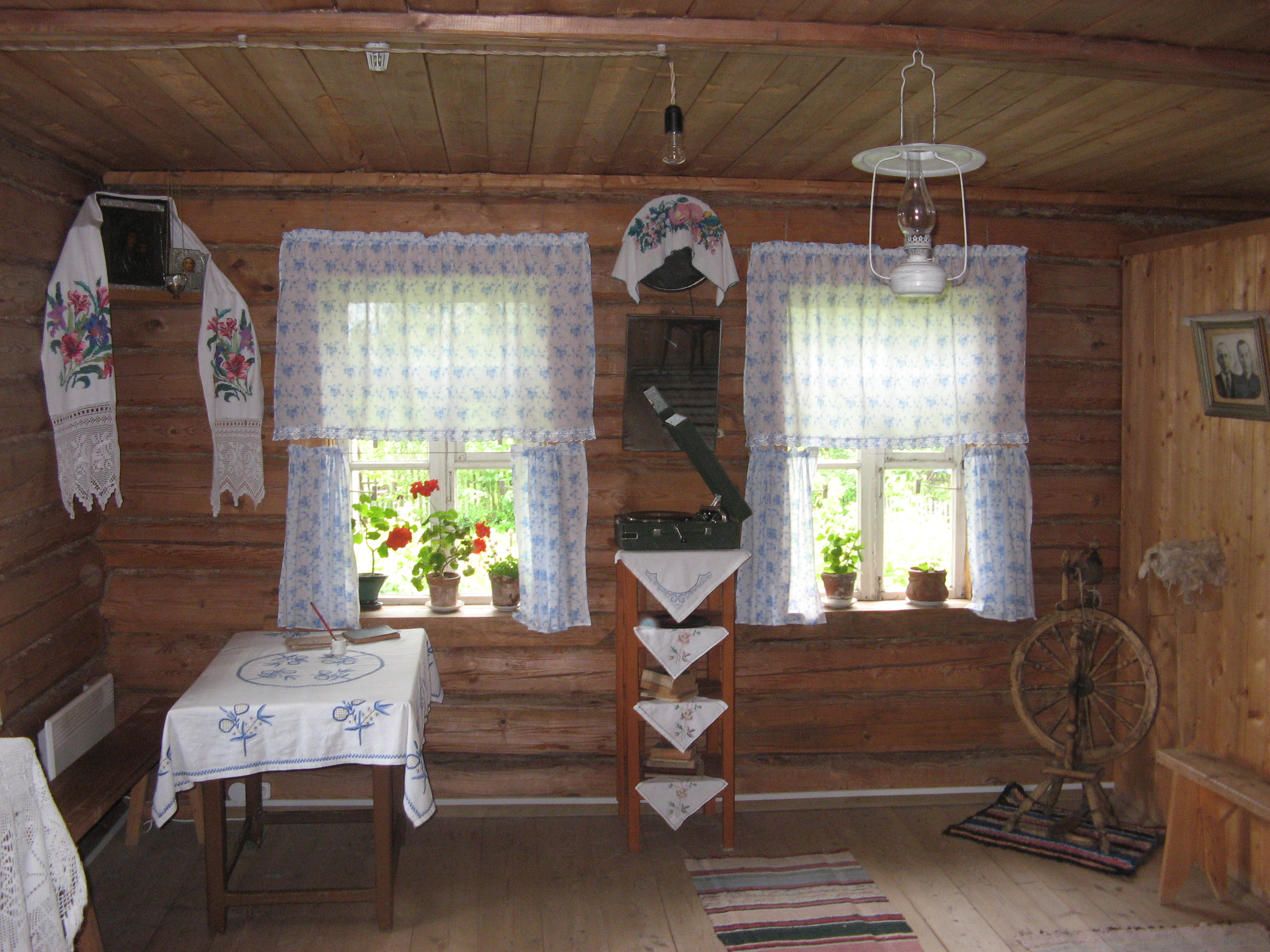
Interior de la casa-museo Gagarin
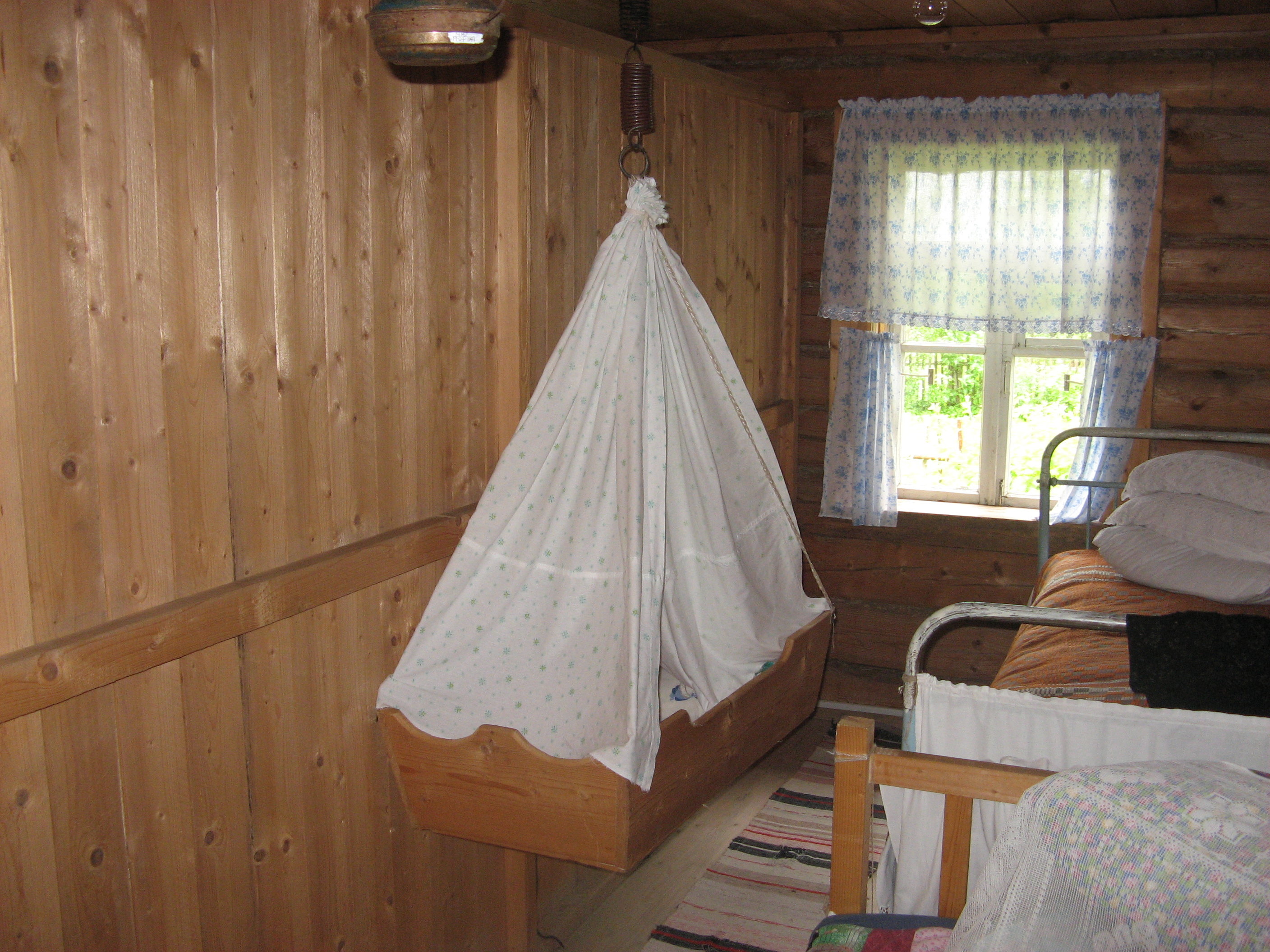
Interior 2